# اينو ماساهارو
اينو ماساهارو (باليابانية: 井上正春؛ بالكانا: いのうえ まさはる) هو ساموراي ياباني، ولد في 25 نوفمبر 1805، وتوفي في 28 مارس 1847.